# Bernat de Palaol
Bernat de Palaol ou Bernat de Mallorques est un troubadour catalan et marchand de Majorque. On l'appelait parfois lo mercader mallorquí (le marchand majorquin), décédé en après 1386.

## Biographie
Il a participé le 3 mai 1386 a participé un débat poétique public avec Jacme Rovira devant les juges Germà de Gontaut et Ramon Galbarra pendant les jeux organisés par le Consistori del Gay Saber, à Toulouse . Le sujet du débat était le suivant : un jeune seigneur aime une jeune femme qui ne lui rend pas son amour, et il y a une autre jeune femme d'égale qualité qui l'aime profondément, mais à qui il ne l'attire pas ; à quelle jeune femme doit-il consacrer son service ? Bernat de Palaol a défendu la seconde dame, mais les juges ont préféré les propos de Jacme qui a choisi la première dame : le jeune seigneur, ont-ils dit, doit se consacrer à celle qu'il aime vraiment et non à celle qu'il n'aime pas vraiment.
Il ne subsiste plus qu'une seule œuvre de Bernat - Cercats d'uymay, ja·n siatz belha y proz (RM126.1) - une combinaison de maldit et de comiat. Dans la tradition de ces genres, Bernat a décrit sa femme comme injuste et indiscrète et renonce à elle. Les termes qu'il utilise indiquent clairement qu'il n'a pas fait l'éloge de cette femme dans aucun poème précédent. Ce poème a été cité par Francesc Ferrer (Lo conhort) et Francesc de la Via (Procès de Corona d'Aur) au siècle suivant et sa mélodie a été adoptée pour une certaine chanson du Mystère d'Elche.